# Orthocladius lenzianus
Orthocladius lenzianus är en tvåvingeart som först beskrevs av Maurice Emile Marie Goetghebuer 1938.  Orthocladius lenzianus ingår i släktet Orthocladius och familjen fjädermyggor.
Artens utbredningsområde är Tyskland. Inga underarter finns listade i Catalogue of Life.